# Liste des lignes de métro en France

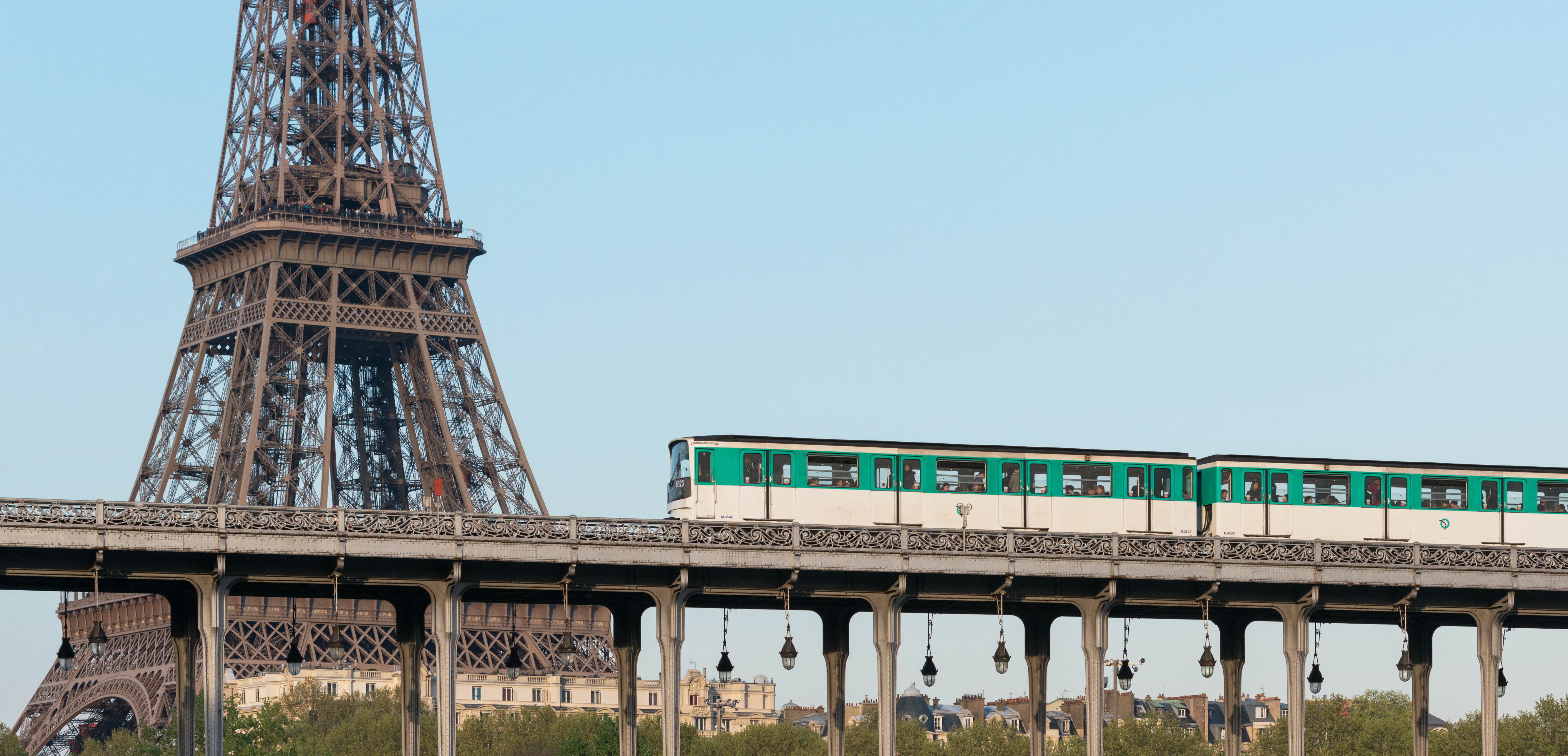
La ligne 6 du métro de Paris en 2014.

Cette liste des lignes de métro en France recense les 31 différentes lignes de métro françaises, en incluant celle de l'Orlyval et les deux du CDGVAL. La plus ancienne est la ligne 1 du métro de Paris, mise en service le 19 juillet 1900, et la plus récente la ligne B du métro de Rennes, ouverte le 20 septembre 2022. De 31,1 kilomètres, la ligne 2 du métro de Lille est la plus longue. C'est également celle qui compte le plus de stations, un total de 44. Cependant, celle qui dessert le plus de communes différentes est la ligne 14 du métro de Paris, qui en couvre onze.
Dans le pays, cinq nouvelles lignes sont en construction : les lignes 15, 16, 17 et 18 du métro de Paris, dans le cadre du Grand Paris Express, ainsi que la ligne C du métro de Toulouse, dans le cadre du Toulouse Aerospace Express. Par ailleurs, une ligne est en projet, la ligne 19 du réseau de la capitale. Toutes seront automatiques, comme le sont déjà quatorze des 31 lignes existantes.

## Liste
| Nom                                     | Réseau    | Ouverture         | Stations | Extrémités                                                           | Longueur | Communes |
| --------------------------------------- | --------- | ----------------- | -------- | -------------------------------------------------------------------- | -------- | -------- |
| (1)                                     | Paris     | 19 juillet 1900   | 25       | La Défense ↔ Château de Vincennes                                    | 16,6 km  | 6        |
| (2)                                     | Paris     | 13 décembre 1900  | 25       | Porte Dauphine ↔ Nation                                              | 12,4 km  | 1        |
| (3)                                     | Paris     | 19 octobre 1904   | 25       | Pont de Levallois - Bécon ↔ Gallieni                                 | 11,7 km  | 3        |
| (5)                                     | Paris     | 2 juin 1906       | 22       | Bobigny - Pablo Picasso ↔ Place d'Italie                             | 14,6 km  | 3        |
| (4)                                     | Paris     | 21 avril 1908     | 29       | Porte de Clignancourt ↔ Bagneux - Lucie Aubrac                       | 14,0 km  | 3        |
| (6)                                     | Paris     | 1er mars 1909     | 26       | Charles de Gaulle - Étoile ↔ Nation                                  | 13,6 km  | 1        |
| (7)                                     | Paris     | 5 novembre 1910   | 38       | La Courneuve - 8 Mai 1945 ↔ Villejuif - Louis Aragon / Mairie d'Ivry | 22,5 km  | 6        |
| (12)                                    | Paris     | 5 novembre 1910   | 31       | Mairie d'Aubervilliers ↔ Mairie d'Issy                               | 17,1 km  | 3        |
| (13)                                    | Paris     | 26 février 1911   | 32       | Les Courtilles / Saint-Denis - Université ↔ Châtillon - Montrouge    | 24,4 km  | 9        |
| (8)                                     | Paris     | 13 juillet 1913   | 38       | Balard ↔ Pointe du Lac                                               | 23,4 km  | 4        |
| (9)                                     | Paris     | 8 novembre 1922   | 37       | Pont de Sèvres ↔ Mairie de Montreuil                                 | 19,6 km  | 3        |
| (10)                                    | Paris     | 30 décembre 1923  | 23       | Boulogne - Pont de Saint-Cloud ↔ Gare d'Austerlitz                   | 11,7 km  | 2        |
| (11)                                    | Paris     | 28 avril 1935     | 19       | Châtelet ↔ Rosny-Bois-Perrier                                        | 11,7 km  | 6        |
| (7bis)                                  | Paris     | 3 décembre 1967   | 8        | Louis Blanc ↔ Pré-Saint-Gervais                                      | 3,1 km   | 1        |
| (3bis)                                  | Paris     | 27 mars 1971      | 4        | Gambetta ↔ Porte des Lilas                                           | 1,3 km   | 1        |
| Ligne C                                 | Lyon      | 9 décembre 1974   | 5        | Hôtel de Ville - Louis Pradel ↔ Cuire                                | 2,4 km   | 2        |
| Ligne 1 du métro de Marseille           | Marseille | 26 novembre 1977  | 18       | La Rose - Technopôle de Château-Gombert ↔ La Fourragère              | 12,9 km  | 1        |
| Ligne A                                 | Lyon      | 2 mai 1978        | 14       | Perrache ↔ Vaulx-en-Velin - La Soie                                  | 9,3 km   | 3        |
| Ligne B                                 | Lyon      | 2 mai 1978        | 12       | Charpennes - Charles Hernu ↔ Saint-Genis-Laval Hôpital Lyon Sud      | 10,2 km  | 4        |
| (1)                                     | Lille     | 25 avril 1983     | 18       | Quatre Cantons - Stade Pierre-Mauroy ↔ CHU - Eurasanté               | 12,5 km  | 2        |
| Ligne 2 du métro de Marseille           | Marseille | 3 mars 1984       | 13       | Gèze ↔ Sainte-Marguerite - Dromel                                    | 9,8 km   | 1        |
| (2)                                     | Lille     | 1er avril 1989    | 44       | Saint-Philibert ↔ CH Dron                                            | 31,1 km  | 8        |
| Ligne D                                 | Lyon      | 9 septembre 1991  | 15       | Gare de Vaise - Gérard Collomb ↔ Gare de Vénissieux                  | 12,6 km  | 2        |
| Orlyval                                 | Orlyval   | 2 octobre 1991    | 3        | Antony ↔ Orly 4                                                      | 7,3 km   | 2        |
| Ligne A du métro de Toulouse            | Toulouse  | 26 juin 1993      | 18       | Basso Cambo ↔ Balma – Gramont                                        | 12,5 km  | 2        |
| (14)                                    | Paris     | 15 octobre 1998   | 21       | Saint-Denis Pleyel ↔ Aéroport d'Orly                                 | 27,8 km  | 11       |
| (Logo de la ligne a du métro de Rennes) | Rennes    | 15 mars 2002      | 15       | J.F. Kennedy ↔ La Poterie                                            | 9,4 km   | 1        |
| CDGVAL 1                                | CDGVAL    | 3 avril 2007      | 5        | Terminal 1 ↔ Terminal 2E                                             | ?        | ?        |
| CDGVAL 2                                | CDGVAL    | 27 juin 2007      | 3        | Satellite S4 ↔ Terminal 2E                                           | ?        | 1        |
| Ligne B du métro de Toulouse            | Toulouse  | 30 juin 2007      | 20       | Borderouge ↔ Ramonville                                              | 15,7 km  | 2        |
| (Logo de la ligne b du métro de Rennes) | Rennes    | 20 septembre 2022 | 15       | Saint-Jacques - Gaîté ↔ Cesson - Viasilva                            | 14,1 km  | 3        |